# Vostok (fartyg)
För andra betydelser, se Vostok (olika betydelser).
Vostok var ett segelfartyg som användes av Fabian von Bellingshausen och hans besättning då den den 26 januari 1820 korsade Södra polcirkeln och siktade Antarktis, vilket kommit att räknas som upptäckandet av kontinenten.

### Fotnoter
1. ↑  Björn Nordström (24 februari 2002). ”Det luktar ständigt pingvin”. Dagens nyheter. http://www.dn.se/resor/antarktis/det-luktar-standigt-pingvin/. Läst 14 september 2015.